# Pop (train)
Pour les articles homonymes, voir Pop.
Les rames ETR 103 ou ETR 104, surnommées Pop  par Trenitalia sont des trains électriques à plancher surbaissé produits par Alstom et construits à Savillan dans la province de Coni. Elles sont issues de la famille d'automotrices Coradia Stream et sont destinées au trafic régional de Trenitalia. Ce modèle a également été commandé par Trenord, qui l'a surnommé Donizetti,,.
Les trains livrés à Trenitalia ont revêtu la livrée DPR dès leur mise en service. Ceux de Trenord arborent la livrée Donizetti.

## Description
Le train Pop est une automotrice électrique à un étage qui comporte 3 (pour le modèle ETR 103 ou composition « B » selon Trenitalia) ou 4 voitures (pour le modèle ETR 104 ou composition « A » selon Trenitalia). Il est équipé de 4 moteurs de traction pour une vitesse maximale de 160 km/h,.
Les voitures offrent de nombreux sièges pour les trajets de moyenne durée typiques des services régionaux et interrégionaux, tandis que les sièges isolés ou longitudinaux et les strapontins conviennent aux trajets de courte distance typiques des trains de banlieue.
Les couloirs sont larges conformes à la norme UIC567, afin de faciliter la circulation des voyageurs. Ces trains sont également adaptés aux personnes à mobilité réduite grâce à leur plancher surbaissé.
Le train est équipé d'un système d'information intégré à l'infrastructure au sol de Trenitalia et propose un service d'information et de divertissement audio-vidéo avec de nombreux écrans LCD sur chaque véhicule visibles, un accès à Internet par réseau Wi-Fi disponible pour les passagers et le personnel de bord. Les rames sont également équipées d'un système de vidéosurveillance par caméra.

## Histoire
Les premiers trains Pop ont été livrés par Alstom vers le début du mois de novembre 2019 aux régions de Vénétie et de Ligurie. Ces trains font partie d'une première commande de 54 unités Pop signée dans le cas d'un accord-cadre entre Trenitalia et Alstom en 2016,, atteignant à terme 150 unités.

## Versions

### ETR 103 (3 voitures)
L'ETR 103, aussi appelé composition « B » par Trenitalia, est un train de 65,7 mètres de long pouvant accueillir 384 passagers dont 239 assis et 6 bicyclettes. Cette version propose trois portes par côté. Cette version possède une accélération de 0 à 30 km/h de 1,24 m/s2.

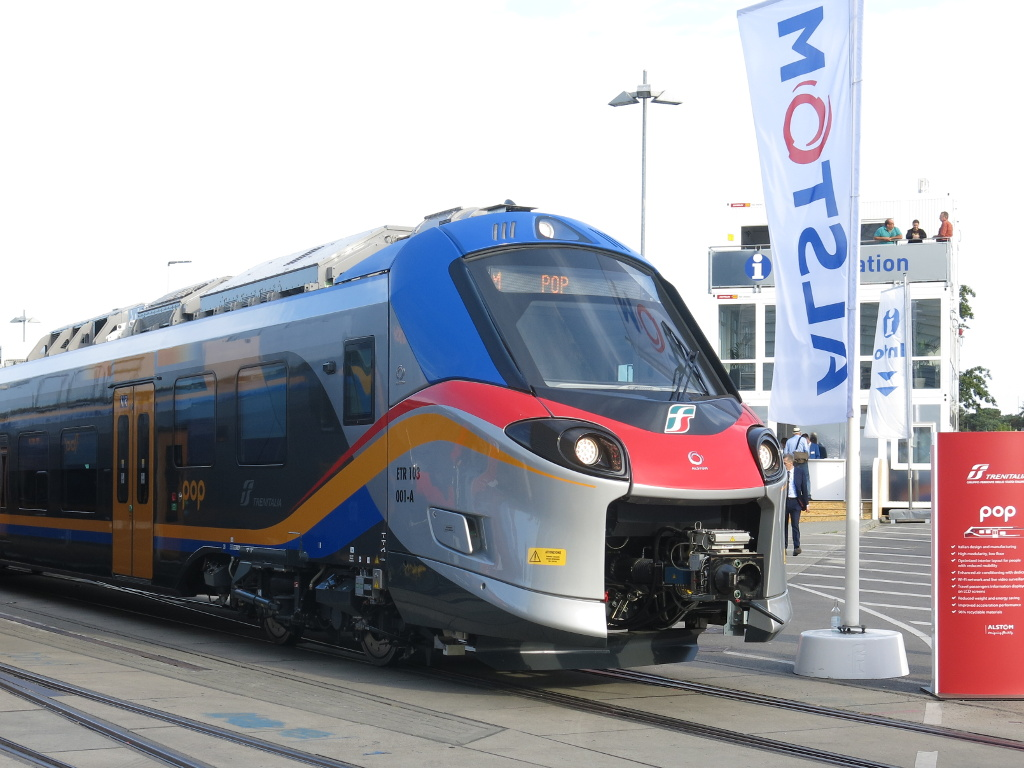
Avant d'un ETR 103 exposé à InnoTrans.

### ETR 104 (4 voitures)
L'ETR 103, aussi appelé composition « A » par Trenitalia, est un train de 84,2 mètres de long pouvant accueillir 509 passagers dont 321 assis et 8 bicyclettes. Cette version propose quatre portes par côté. Cette version possède une accélération de 0 à 30 km/h de 1,01 m/s2.

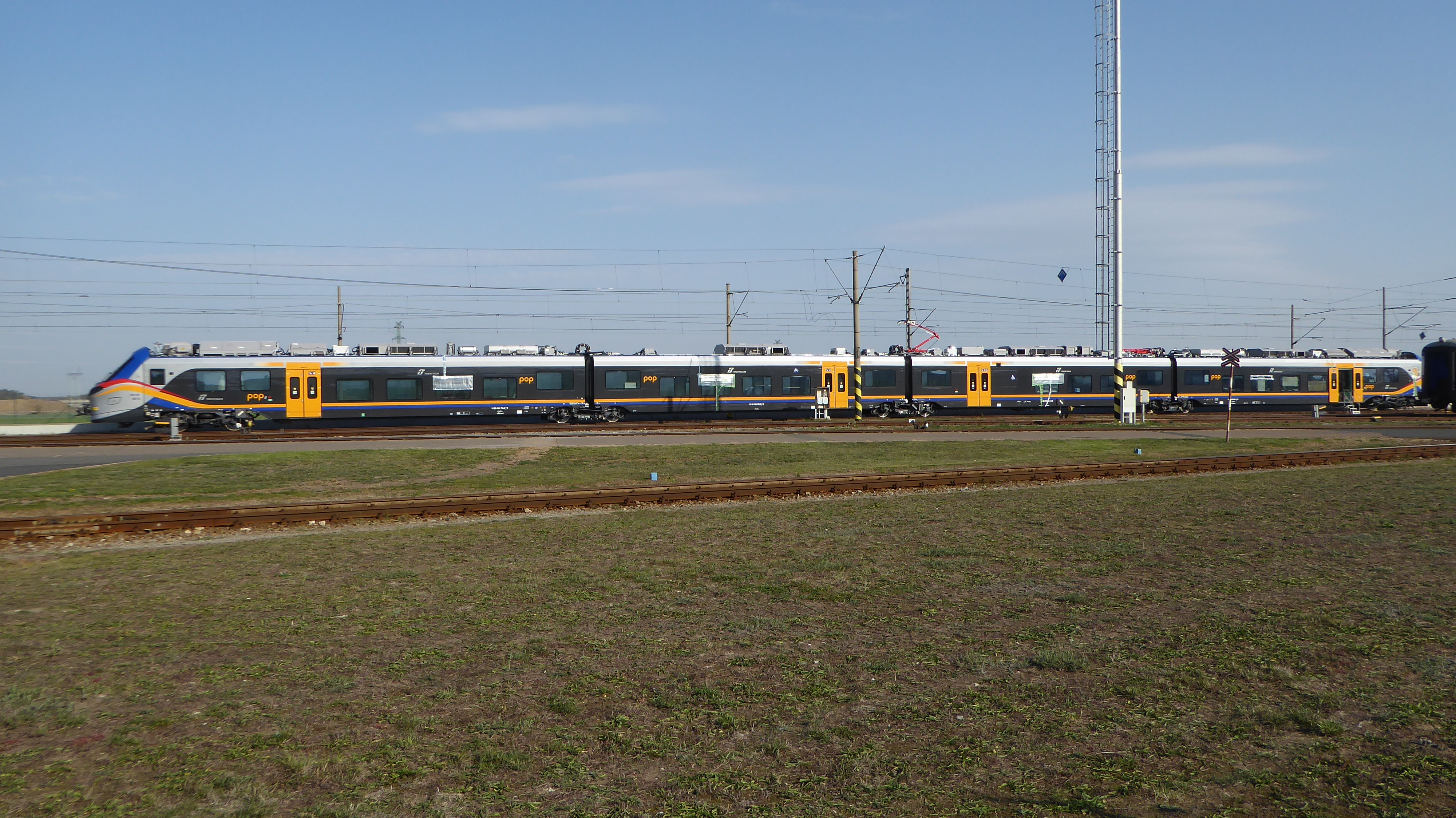
ETR 104 circulant sur le circuit d'essai de Velim.